# Francesc Godoy
Francesc Godoy Contreras (Barcelona, 17 de diciembre de 1986) es un deportista español que compitió en triatlón. Su hermana Anna compite en el mismo deporte.
Ganó una medalla de bronce en el Campeonato Mundial por Relevos de 2007.

## Palmarés internacional
| Campeonato Mundial por Relevos | Campeonato Mundial por Relevos | Campeonato Mundial por Relevos | Campeonato Mundial por Relevos |
| Año                            | Lugar                          | Medalla                        | Prueba                         |
| ------------------------------ | ------------------------------ | ------------------------------ | ------------------------------ |
| 2007                           | Tiszaújváros (Hungría)         | Medalla de bronce              | Relevos                        |